# Cassone della Torre
Cassone della Torre dit aussi Casso, Cassono, Castone ou Gastone, également appelé Mosca, né à Milan au XIIIe siècle et mort le 20 août 1318 à Florence, est un ecclésiastique italien.
Il fut archevêque de Milan, puis patriarche d'Aquilée. Il était également un condottiere médiéval italien et seigneur féodal.

## Biographie
Membre de la famille Torriani, Cassone della Torre est le second fils de Corrado della Torre et le petit-fils de Napoléon della Torre. Il passe sa jeunesse à Frioul, puis est dirigé par son grand-oncle Raimondo, patriarche d'Aquilée. La plupart des membres de la famille partent en exil à la suite de leur rivalité avec les Visconti.
Cassone est nommé chanoine de Cividale en 1296, lorsque la famille a pu retourner à Milan en 1302. Il est alors nommé chanoine de la cathédrale de Milan, puis en 1308 succède à Francesco da Parma comme archevêque de Milan, étant élu par le chapitre de la cathédrale de cette ville. Il est confirmé par Bertrand de Got, pape Clément V (1305-1314), premier pape à Avignon, et consacré par l'évêque Ugaccione Borromeo de Novare le 12 octobre 1308.
Sa nomination comme évêque de Milan déclenche un conflit avec son cousin Guido della Torre, qui craignait que Cassone puisse s'allier aux Visconti contre lui, deux des frères de l'archevêque étant mariés à des filles issues de la famille de Bonacosa Borri (mort en 1321), la femme de Matteo Visconti (1250-1322). En 1309, il participe à une opération militaire papale réussie contre la république de Venise et revient à Milan avec de grands honneurs Le 1er octobre 1309, les troupes de Guido attaquent le palais de l'archevêque de Milan et l'emprisonnent. Le 29 octobre de la même année, il est exilé de Milan et s'installe à Bologne ou le légat du pape excommunie Guido della Torre.
L'empereur Henri VII de Luxembourg (1275-1313) nomme Cassone médiateur entre les familles Torriani et Visconti, depuis longtemps en conflit pour avoir gouverné Milan. Cassone trouve un accord entre les deux familles, mais il n'est pas accepté par Guido della Torre. L'empereur force alors Guido a fuir Milan et vend le titre de vicaire impérial pour Milan à Matteo Ier Visconti. Cassone rentre à Milan et le 6 janvier 1311, il couronne Henri VII, roi d'Italie.
La dette due à l'empereur par les citoyens de Milan a créé l'insatisfaction. Les Torriani déclenchent alors une révolte, réprimée par les Visconti, soutenue par les soldats de l'empereur. Puis Cassone fuit Milan. Après le limogeage du palais épiscopal de Milan en 1314, il excommunie Matteo Ier Visconti.
Le 31 décembre 1316, Cassone renonce au titre de siège de Milan et est nommé patriarche d'Aquilée par le pape Jean XXII. Cependant, sa mort l'empêche de prendre le poste.

### Mort et postérité
Cassone della Torre meurt à Florence le 20 août 1318 des suites d'une chute de cheval. Il y est inhumé dans la basilique Santa Croce. Son monument funéraire est dû au sculpteur Tino di Camaino (vers 1280-1337).